# Bitka kod Largsa
Bitka kod Largsa dogodila se 2. listopada 1263. godine, između vojski Kraljevine Škotske, pod vodstvom velikog namjesnika Alexandera Stewarta, te vojske Kraljevine Norveške, pod vodstvom norveškog kralja Haakona IV. Bitka je rezultirala škotskom pobjedom, nakon što je, zbog loših vremenskih uvjeta, norveška flota izgubila nekoliko brodova, koji su se nasukali, te je bila prisiljena usidriti se na obali nedaleko od današnjeg gradića Largsa. Norveška vojska podijelila se u dvije skupine različitih veličina, te je bila nespremna kada je škotska vojska došla. Norvežani su pretrpili velike gubitke i morali su se povući. 
Kralj Haakon umro je sljedeće godine od bolesti, a njegov sin i nasljednik Magnus VI. je 1266. potpisao mir sa škotskim kraljem, čime je potvrđena škotska suverenost na današnjoj zapadnoj škotskoj obali i Manu, dok je norveška strana zadržala orkneysko i shetlandsko otočje, područja koja će ući u opseg škotskog kraljevstva tek u 15. stoljeću. 
Bitka kod Largsa je bila znak rastuće moći Škotske, ali još bitnije označila je kraj petostoljetnih skandinavskih invaziji na tu zemlju.